# 조지스 고페-페네페즈
조지스 고페-페네페즈(Georges Gope-Fenepej, 1988년 10월 23일 ~ )는 누벨칼레도니의 축구 선수이다.